# Ulrich VII. (Regenstein)
Graf Ulrich VII. von Regenstein († 1410) war Regent der Grafschaft Regenstein im Harz.

## Leben
Er stammte aus dem Geschlecht der Grafen von Regenstein und war der Sohn des  Grafen Ulrich (VI.) von Regenstein. Nach dem Tod seines Vaters 1375 übernahm er die Regierung. 
Er war verheiratet mit Katharina zur Lippe.